# بخش مرکز (شهرستان نوبل، اوهایو)
بخش مرکز (به انگلیسی: Center Township) یک منطقهٔ مسکونی در ایالات متحده آمریکا است که در شهرستان نوبل، اوهایو واقع شده‌است.
 بخش مرکز ۷۳٫۳ کیلومتر مربع مساحت و ۱٬۰۲۷ نفر جمعیت دارد و ۲۸۷ متر بالاتر از سطح دریا واقع شده‌است.